# Tanya Reynolds
Tanya Louise Reynolds, född 4 november 1991 i Hertfordshire, är en brittisk skådespelare.
Reynolds har bland annat medverkat i TV-serierna Sex Education 2019–2021 och The Baby 2022. Hon har även medverkat i filmen Emma från 2020. År 2024 spelade hon rollen som Porcupine i filmen Harald och den magiska kritan.

## Filmografi (i urval)
- 2017 – Rellik (TV-serie)
- 2019–2021 – Sex Education (TV-serie) (TV-serie)
- 2020 – Emma
- 2022 – The Baby (TV-serie)
- 2024 – Harald och den magiska kritan
- 2024 – The Decameron (TV-serie)